# Uniwersytet w Zagrzebiu
Uniwersytet w Zagrzebiu, Uniwersytet Zagrzebski (chorw. Sveučilište u Zagrebu) – uniwersytet publiczny w Zagrzebiu założony w 1669, najstarszy i największy w Chorwacji oraz w południowo-wschodniej Europie. Obecnie składa się z 29 wydziałów, 3 akademii sztuk i Centrum Studiów Chorwackich.

## Historia
Uczelnia została założona 23 września 1669 roku przez cesarza Leopolda I Habsburga, który wydał dekret o nadaniu statusu i przywilejów uniwersyteckich Jezuickiej Akademii Królewskiego Wolnego Miasta Zagrzebia. Akademia była zarządzana przez Jezuitów do 1773 roku, czyli do momentu kiedy Papież Klemens XIV rozwiązał ich zakon. W 1776 roku cesarzowa Maria Teresa Habsburg wydała dekret założycielski Królewskiej Akademii Nauk (Regia Scientiarum Academia), składającej się z trzech wydziałów: Prawa, Teologii i Filozofii. Akademia funkcjonowała do 1874, pomimo wielokrotnych zmian organizacyjnych.
Od 1861 w chorwackim parlamencie toczyła się debata, dotycząc założenia Uniwersytetu, zapoczątkowana przez biskupa Josipa Juraja Strossmayera. W 1869 cesarz Franciszek Józef I wydał dekret o utworzeniu Uniwersytetu w Zagrzebiu, następnie parlament uchwalił ustawę o założeniu uczelni, ratyfikowaną przez cesarza 5 stycznia 1874 roku. 19 października 1874 odbyło się oficjalne otwarcie. Uczelnię nazwano Królewskim Uniwersytetem Franciszka Józefa I w Zagrzebiu. Uniwersytet składał się z czterech wydziałów: Prawa (Pravno-državoslovni fakultet), Teologii (Bogoslovni fakultet), Filozofii (Mudroslovni fakultet) i Medycyny (Liječnički fakultet). Wydział Medycyny rozpoczął działalność dopiero w 1917 roku, wcześniej medycyną i naukami ścisłymi zajmował się Wydział Filozoficzny. Od 1920 r. Wydział Filozoficzny przechodził znaczną reorganizację, spowodowaną odłączaniem się i tworzeniem własnych wydziałów przez kolejne dziedziny nauki, takie jak matematyka, farmacja itp. Wydział zmienił nazwę w 1928 na Filozofski fakultet, która funkcjonuje do dziś.
Między 1941 a 1945, od proklamowania do upadku Niepodległego Państwa Chorwackiego, uczelnia nosiła nazwę Uniwersytet Chorwacki (Hrvatsko sveučilište).

## Wydział Prawa
Wydział Prawa Uniwersytetu w Zagrzebiu (chorw. Pravni fakultet Sveučilišta u Zagrebu) – jedna z najstarszych instytucji Uniwersytetu w Zagrzebiu. Został utworzony w 1776 przez dekret cesarzowej Marii Teresy Habsburg, jako jeden z trzech wydziałów Królewskiej Akademii Nauk. Utworzone w 1769 roku w Varaždin studia, edukujące chorwacką administrację, zostały połączone z Wydziałem Prawa. Na pierwszym oficjalnym posiedzeniu Rady Naukowej, które odbyło się 11 października 1776 ustalono, że rok akademicki rozpocznie się 4 listopada 1776. Termin ten jest uważany za dzień powołania do życia Wydziału Prawa. W tym czasie wydział miał czterech profesorów w następujących katedrach: prawa kanonicznego (ius canonicum), międzynarodowego i powszechnego prawa publicznego (ius gentium et ius publicum universale), prawa cywilnego i krajowego (Institutiones iuris civilis et iuris patrii theoretici) oraz nauk politycznych (politia qui accesserit studia cameralia quoque ac aeconomica). Ponadto Wydział miał jednego adiunkta, który zastępował profesorów w przypadku ich nieobecności.
System edukacji w Monarchii Habsburgów został zreformowany w 1850. Jedną z wielu wprowadzonych w tym czasie zmian, było przeobrażenie Wydziału Prawa w Królewską Akademię Nauk Prawnych (Regia academia iuris). Biblioteka Akademii miała bogate zbiory, posiadała ponad 22 tysiące pozycji.. Akademia przyłączyła się do Królewskiego Uniwersytetu Franciszka Józefa I, po jego utworzeniu w 1874, stając się ponownie wydziałem.
Gdy wydział był częścią Królewskiej Akademii Nauk, wykładano głównie w języku łacińskim. Natomiast w Królewskiej Akademii Nauk Prawnych posługiwano się głównie językiem chorwackim lub ewentualnie łaciną. Na Królewskim Uniwersytecie Franciszka Józefa I, wykładano tylko w języku chorwackim, co gwarantowało prawo przyjęte przez Sabor, 5 stycznia 1874. r.

## Rektorzy
1. Matija Mesić (1874–75)
2. Stjepan Spevec (1875–76)
3. Anton Kržan (1876–77)
4. Konstantin Vojnović (1877–78)
5. Franjo Maixner (1878–79)
6. Franjo Iveković (1879–80)
7. Aleksandar Bresztyenszky (1880–81)
8. Franjo Marković (1881–82)
9. Feliks Suk (1882–83)
10. Blaž Lorković (1883–84)
11. Đuro Pilar (1884–85)
12. Gustav Baron (1885–86)
13. Franjo Vrbanić (1886–87)
14. Tadija Smičiklas (1887–88)
15. Antun Franki (1888–89)
16. Luka Marjanović (1889–90)
17. Natko Nodilo (1890–91)
18. Ivan Bujanović (1891–92)
19. Josip Pliverić (1892–93)
20. Vinko Dvořák (1893–94)
21. Antun Maurović (1894–95)
22. Franjo Spevec (1895–96)
23. Armin Pavić (1896–97)
24. Juraj Dočkal (1897–98)
25. Josip Šilović (1898–99)
26. Đuro Arnold (1899–1900)
27. Rudolf Vimer (1900–01)
28. Franjo Vrbanić (1901–02)
29. Vjekoslav Klaić (1902–03)
30. Ivan Bujanović (1903–04)
31. Josip Pliverić (1904–05)
32. Antun Heinz (1905–06)
33. Antun Bauer (1906–07)
34. Milivoj-Klement Maurović (1907–08)
35. Gustav Janeček (1908–09)
36. Josip Volović (1909–10)
37. Julije Rorauer (1910–11)
38. Julije Domac (1911–12)
39. Josip Pazman (1912–13)
40. Edo Lovrić (1913–14)
41. Đuro Korbler (1914–15)
42. Fran Barac (1915–16)
43. Ernest Miler (1916–17)
44. Julije Golik (1917–18)
45. Ivan Angelo Ruspini (1918–19)
46. Ladislav Polić (1919–20)
47. Karlo Radoničić (1920–21)
48. Vladimir Varićak (1921–22)
49. Đuro Nenadić (1922–23)
50. Stjepan Zimmerman (1923–24)
51. Ladislav Polić (1924–25)
52. Drago Perović (1925–26)
53. Ernest Miler (1926–28)
54. Josip Belobrk (1928–32)
55. Albert Bazala (1932–33)
56. Đuro Stipetić (1933–35)
57. Stanko Hondl (1935–37)
58. Edo Lovrić (1937–38)
59. Andrija Živković (1938–40)
60. Stjepan Ivšić (1940–43)
61. Božidar Špišić (1943–44)
62. Stjepan Horvat (1944–45)
63. Andrija Štampar (1945–46)
64. Grga Novak (1946–47)
65. Andro Mohorovičić (1947–49)
66. Marko Kostrenčić (1949–50)
67. Antun Barac (1950–51)
68. Fran Bošnjaković (1951–52)
69. Teodor Varićak (1952–53)
70. Željko Marković (1953–54)
71. Hrvoje Iveković (1954–56)
72. Zoran Bujas (1956–58)
73. Marijan Horvat (1958–60)
74. Vladimir Serdar (1960–63)
75. Slavko Macarol (1963–66)
76. Jakov Sirotković (1966–68)
77. Ivan Supek (1968–72)
78. Predrag Vranicki (1972–76)
79. Drago Grdenić (1976–78)
80. Ivan Jurković (1978–82)
81. Zvonimir Krajina (1982–86)
82. Vladimir Stipetić (1986–88)
83. Zvonimir Šeparović (1988–90)
84. Marijan Šunjić (1990–98)
85. Branko Jeren (1998–2002)
86. Helena Jasna Mencer (2002–06)
87. Aleksa Bjeliš (2006–14)
88. Damir Boras (2014–)